# General (film fra 1992)
General (russisk: Генерал) er en russisk spillefilm fra 1992 af Igor Nikolajev.

## Medvirkende
- Vladimir Gostjukhin — Aleksandr Gorbatov
- Irina Akulova — Nina Aleksandrovna Gorbatova
- Aleksej Zjarkov — Lev Mekhlis
- Aleksander Khochinskij — Boris Pasternak
- Vladimir Mensjov — Georgij Zjukov